# Devario ahlanderi
Devario ahlanderi — субтропічна прісноводна риба роду Devario родини данієвих. Описана у 2022 році.

## Назва
Вид названо на честь шведського іхтіолога Еріка Аландера (нар. 1953), який тривалий час був куратором відділення іхтіології та герпетології Шведського музею природної історії.

## Поширення
Вид поширений у басейні річки Салуїн у М'янмі.

## Опис
Рибка завдовжки 5,5-6,5 см. Відрізняється від усіх інших видів Devario модифікацією у дорослих особин передньої половини P-смужки на серію коротких неправильних смуг або плям.